# Billy Budd

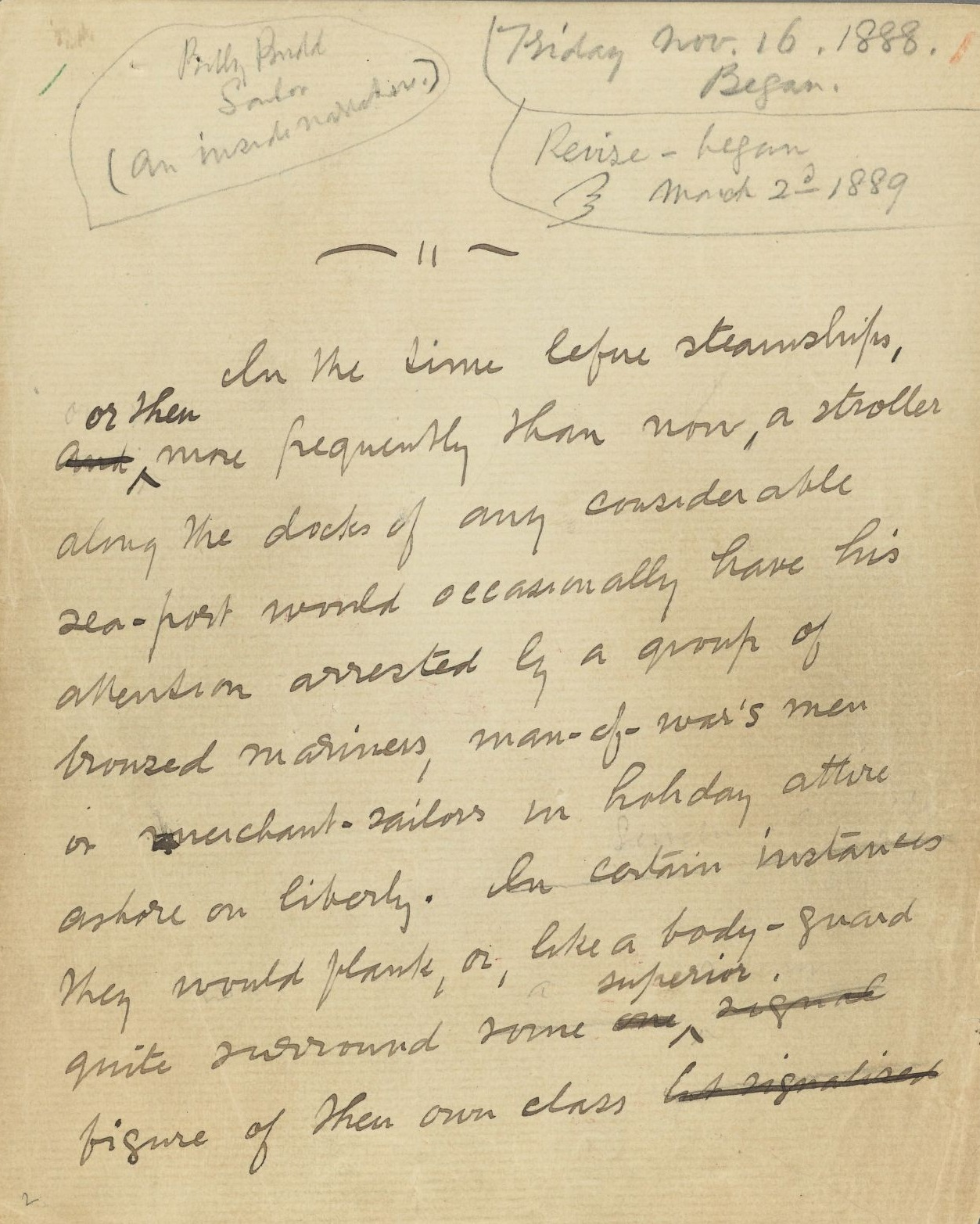
Manuskriptseite von Billy Budd mit Bleistift-Anmerkungen, 1888

Billy Budd ist das letzte Prosawerk des amerikanischen Schriftstellers Herman Melville (1819–1891). Verfasst zwischen 1886 und 1891, blieb die Seenovelle, die im Hinblick auf das literarische Genre formal zwischen Erzählung und Roman steht, lange Zeit verschollen und wurde erst 1924 wiederentdeckt und veröffentlicht. Das Manuskript konnte von dem Autor vor seinem Tode weitgehend, aber nicht abschließend fertiggestellt werden und wirft eine Reihe von Problemen auf, die das Verständnis und auch die Deutung dieser Prosaform Melvilles erschweren. Aber ganz ohne Zweifel wollte der Autor, dass man den Titelhelden sympathisch findet und mit ihm mitleiden kann.

## Inhalt
Die Handlung spielt auf dem englischen Kriegsschiff Bellipotent (in ersten Textentwürfen hieß es Indomitable) 1797, also zu Beginn der Napoleonischen Kriege. Der einundzwanzigjährige Matrose Billy Budd ist von dem Handelsschiff Rights-of-Man (benannt nach Thomas Paines Streitschrift, dt. „Die Rechte des Menschen“), wo er als „schöner Matrose“ von der Besatzung verehrt wurde, in den Dienst auf dem Kriegsschiff Bellipotent zwangsrekrutiert worden und ist dort Vortoppsgast.
Auch hier schlägt ihm sofort Achtung und viel Sympathie entgegen, nicht zuletzt wegen seines athletischen Körperbaus und seiner kindlich anmutenden Schönheit, obwohl er einen Sprachfehler hat- er stottert bei Aufregung-  und ein Findling und Analphabet ist. Er erregt vor allem die Aufmerksamkeit des Bootsmanns John Claggart.
Es ist das Jahr der Großen Meuterei auf englischen Kriegsschiffen, deren Mannschaften in den Kriegsdienst gezwungen wurden und sich gegen ihre Kapitäne und Offiziere erhoben. Auch an Bord der Bellipotent, wo Prügelstrafe üblich ist, hält Kapitän Vere es für möglich, dass eine Meuterei vorbereitet werden könnte. Claggart gibt sich Billy Budd gegenüber freundlich und zuvorkommend, versucht aber, ihn in eine Falle zu locken, indem er ihn durch einen Komplizen zur Teilnahme an diesem vermeintlichen Vorhaben anstacheln will. Als Billy nicht darauf eingeht, wendet sich Claggart direkt an den Kapitän und beschuldigt Billy der Anstiftung zur Meuterei. Vere, der von der Unschuld Billys überzeugt ist, ordnet eine Gegenüberstellung der beiden in seiner Kajüte an. Als Billy die Anschuldigung aus dem Munde Claggarts hört, reagiert er völlig verstört; sein Sprachfehler hindert ihn daran zu antworten, stattdessen zuckt seine rechte Faust unwillkürlich krampfartig an die Stirn des dicht vor ihm stehenden Claggart, worauf dieser wie leblos niederstürzt. Der herbeigeholte Schiffsarzt stellt den Tod Claggarts fest und erfährt dann von Vere, was sich ereignet hatte.
Kapitän Vere interpretiert – nach angestrengtem Nachdenken in Anwesenheit des Arztes – den Tod Claggarts als Strafgericht Gottes, und die Tat als Angriff auf einen Vorgesetzten, die mit dem Tod ("muss hängen") zu bestrafen sei. Gemäß Meuterei-Paragraph stellt er Billy vor ein sofort von ihm  gebildetes Kriegsgericht aus drei Offizieren, die er zuvor vom Arzt über das Geschehnis und die beabsichtigte Bestrafung hatte informieren lassen. Vere, Vorsitzender des Gerichts, Ankläger und einziger Tatzeuge (außer Billy), nötigt sie zu einem Schuldspruch, und so wird Billy, der auf Gnade gehofft hatte, zum Tode verurteilt, obwohl er anerkanntermaßen weder Meuterei noch Mord beabsichtigt hatte. Claggart wird mit allen Ehren bestattet. Billy wird im Morgengrauen vor der gesamten Besatzung durch den Strang hingerichtet, als Machtdemonstration des Kapitäns und zur Abschreckung potentieller Verschwörer. Vor seinem Tode ruft er ohne zu stottern: „Gott segne Kapitän Vere“, und die Matrosen stimmen unwillkürlich in den Ruf ein – wie bei einem militärischen Zeremoniell. Doch dann kommt unter ihnen ein Murren auf, das durch bestimmte Kommandos sofort unterdrückt wird.
Kapitän Vere wird kurze Zeit später bei einem Geplänkel mit dem französischen Kriegsschiff Athée (Atheist) tödlich verletzt und an Land gebracht. Im Sterben spricht er die Worte Billy Budd, Billy Budd. Gewissensbisse hat er nicht. Einige Wochen später erscheint in einem Marine-Amtsblatt eine bewusste Falschmeldung über die Angelegenheit. Unter Matrosen hingegen hält die sentimentale Seemannsballade Billy Budd in the Darbies (Billy Budd in Handschellen) die Erinnerung an ihren außergewöhnlichen Kameraden wach. Diese Ballade beschließt den Roman.

## Entstehungs- und Veröffentlichungsgeschichte

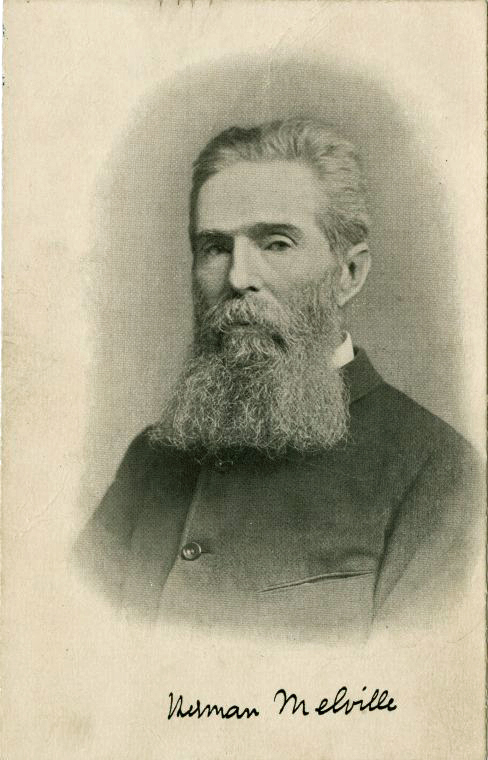
Das letzte bekannte Foto von Herman Melville von 1885, an Billy Budd arbeitete er von etwa 1886 bis zu seinem Tod 1891

Nachdem sich Herman Melville Ende 1885 von seinem Beruf als Zollinspektor in den Ruhestand verabschiedet hatte, begann er an seinem letzten wichtigen Werk Billy Budd zu arbeiten. Seit drei Jahrzehnten hatte er keine Prosawerke mehr geschrieben und sein Name war weitgehend in Vergessenheit geraten. Offenbar schuf Melville zunächst ein Gedicht mit dem Titel Billy in the Darbies über einen wegen Meuterei verurteilten, älteren Seemann, aus dem später das Gedicht am Buchende wurde. Ausgehend von Billy in the Darbies entwickelte er die Idee weiter. Der Schreibprozess von Melville war mühsam und langwierig, worauf die lange Arbeitszeit sowie das mit vielen Verbesserungen und Anmerkungen versehene Manuskript hindeuten. Noch kurz vor seinem Tod 1891 war Melville mit Überarbeitungen beschäftigt.
Nach Melvilles Tod versuchte seine Witwe Elizabeth Knapp Shaw (1822–1906) das Manuskript für eine Veröffentlichung vorzubereiten, konnte allerdings die Intentionen ihres Ehemannes an Schlüsselstellen nicht erkennen. Auch die Frage, wie das Buch heißen sollte, war ungeklärt. Das Manuskript geriet in Vergessenheit, bis Melvilles erster Biograf Raymond M. Weaver (1888–1948) es im Jahr 1919 in dessen Hinterlassenschaften fand. Weaver veröffentlichte seine Bearbeitung des Manuskriptes im Jahr 1924, woraufhin das Werk von vielen Kritikern als Meisterwerk aufgenommen wurde. Allerdings schlichen sich in Weavers Bearbeitung nach dem heutigen Forschungsstand durch Fehlinterpretationen und falsche Lesarten der komplizierten Handschrift Melvilles einige Fehler ein. Im Jahr 1962 veröffentlichten die Melville-Forscher Harrison Hayford und Merton Sealts Jr. eine neue Transkription, die im Vergleich zu Weavers Bearbeitung sorgfältiger und korrekter ist. Eine auf Grundlage von Hayford und Sealts nochmals verbesserte Textausgabe wurde 2017 von G. Thomas Tanselle bei der Northwestern University Press veröffentlicht.

## Stilistische und strukturelle Besonderheiten des Romans
Billy Budd ist – nicht nur für den modernen Leser, dem die Fachsprache der Matrosen auf einem Segelschiff fremd ist – eine eher schwierige Lektüre.
Die etwa hundert Seiten lange Novelle, die zum Roman tendiert, ist in dreißig Kapitel gegliedert, die in den meisten Fällen auch inhaltlich in sich abgeschlossen sind. Einige Kapitel enthalten historische Abschweifungen – vor allem über Horatio Nelson und Meutereien –, andere philosophische, psychologische oder physiologische Reflexionen oder solche, in denen der Erzähler versucht, die Personen, ihr Aussehen, ihre Lebensgeschichte und ihre Handlungsmotive zu kommentieren. Dadurch wird die Handlung immer wieder unterbrochen, die Darstellungsweise bleibt statisch, und ein kontinuierlicher Erzählfluss wird dem Leser nicht gegönnt, er muss sich in jedes Kapitel neu einarbeiten.
Die Sprache ist gedrungen wie in den späten Gedichten Melvilles und enthält neben grammatischen Besonderheiten eine Vielzahl von Wendungen, die schwer verständlich oder auch mehrdeutig wirken oder schon zur Zeit des Autors archaisch waren. Sie ist außerdem überladen mit zum Teil schwer deutbaren Metaphern und symbolischen Bezügen, Doppeldeutigkeiten, ironischen Anspielungen und Verweisen auf historische Parallelen, vor allem auch auf das Alte Testament, die griechische Mythologie und die englische Literatur des 17. Jahrhunderts.
Stärker als in anderen Werken der Zeit oder auch Melvilles drängt sich der Erzähler zwischen das Dargestellte und den Leser, dem er vorgibt, die Personen und Ereignisse zu deuten, die komplex und oft auf den ersten Blick undurchschaubar sind.
Der Roman steht zwischen auktorialer und personaler Erzählperspektive. Der Erzähler fungiert als ein kommentierender Beobachter, der seine persönlichen Beobachtungen, Kenntnisse, aber auch Vermutungen und Überlegungen berichtet. Manches, was neugierige Leser vielleicht interessieren würde, wird nicht mitgeteilt. Im Übrigen behauptet er, diese von Melville (wohl mit Bezug auf die eigene Zeit bei der Kriegsmarine) als Inside Narrative bezeichnete Insider-Geschichte basiere auf Fakten (im Unterschied zu der falschen Darstellung im Marine-Amtsblatt (Kapitel 29)) und sei weder Fabel noch Fiktion. Und nur diese, bis dahin einzige Darstellung überliefere, was Billy beziehungsweise Claggart angeblich für Menschen gewesen seien. Um dagegen die Wahrheit zu offenbaren und für die Nachwelt festzuhalten, werde sie hier kompromisslos und getreulich erzählt (Kapitel 28).

## Die Hauptcharaktere

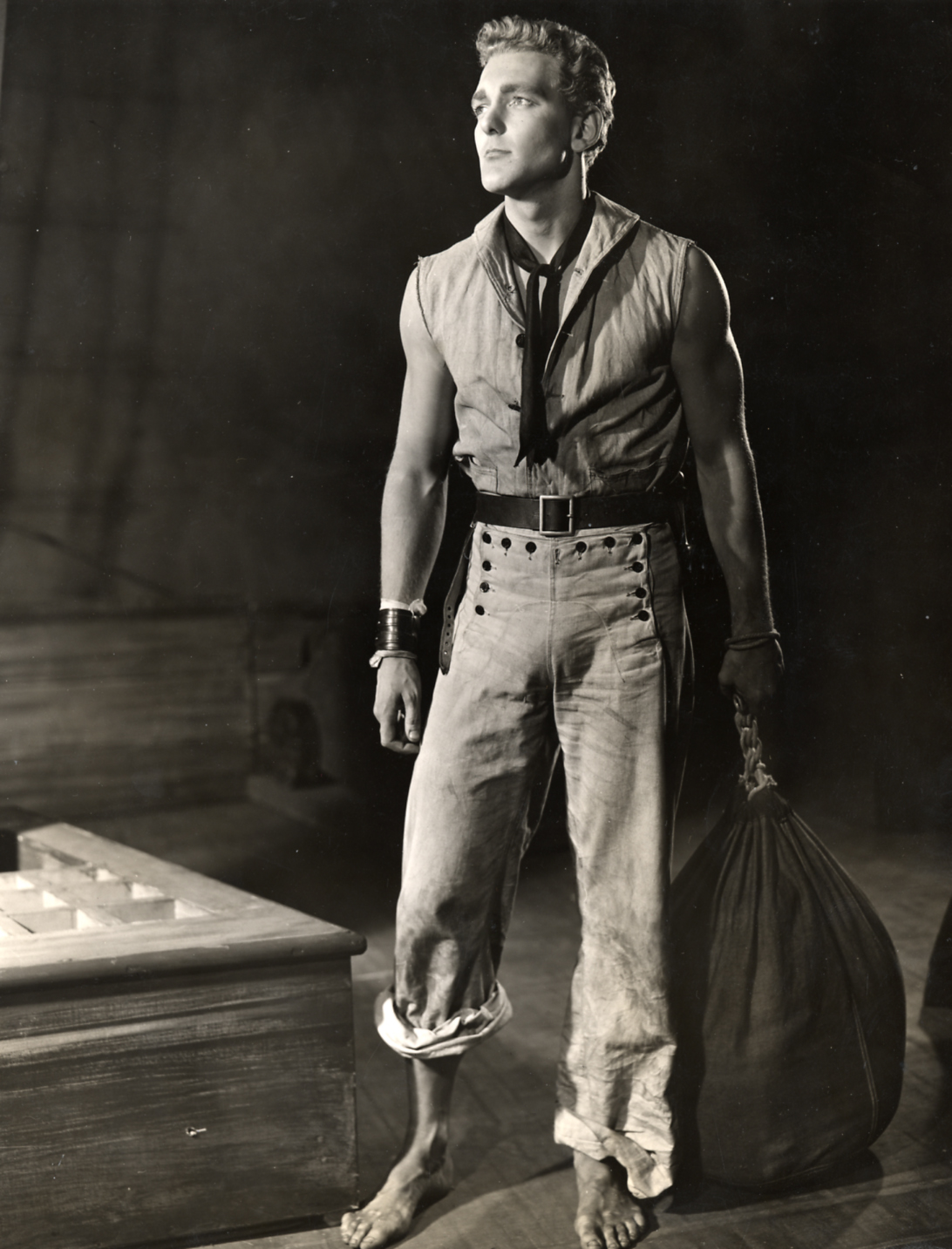
Charles Nolte als Billy Budd in der Broadway-Produktion von 1951

Der Roman ist eine Dreiecksgeschichte zwischen drei gegensätzlichen, teils allegorisch gezeichneten Figuren: Billy Budd, Claggart und Kapitän Vere.
- Der Findling Billy Budd (bud bedeutet Knospe) mit den himmelblauen Augen (welkin-eyed) heißt bei dem Matrosen auch Baby Budd oder der hübsche Matrose. Der Autor nennt ihn einen Kindmann, vergleicht ihn aber auch mit Apollo und Achilles. Er assoziiert ihn mit Tieren, z. B. einem Singvogel, Pferd und Hund, zugleich ist er ein aufrechter Barbar, also der traditionelle edle Wilde „älter als die Stadt Kains und der verstädterte Mensch.“ Er ist offensichtlich die Verkörperung der natürlichen Schönheit und Unschuld, in seiner Unwissenheit ausgeliefert den Machenschaften einer durch den Sündenfall verdorbenen Welt.

Am Ende des Romans wird er als Christusfigur wie in einer Apotheose verklärt, denn sein am Galgen hochgezogener Körper wird von der aufgehenden Sonne durch Schleierwolken „wie das Lamm Gottes“ beschienen. Für den Arzt ist es wie ein Wunder, dass er ohne den üblichen kurzen Todeskampf stirbt, und die Matrosen nehmen vom Galgen Splitter wie Reliquien vom Kreuz Christi.
- Claggart (der Name weckt mehrere negative Assoziationen) nennt Billy Budd a mantrap, also eine Männerfalle oder auch einen Köder zur Versuchung eines Mannes. Claggart entstammt dem Gerücht nach dem Gefängnismilieu, er ist der Vertreter einer verdorbenen Welt und die Verkörperung des Bösen in der Natur und damit der Gegenpol zu Billy Budd. Seine literarischen Vorläufer sind Jago in Shakespeares Othello und vor allem der Satan in Miltons Epos Das Verlorene Paradies. Denn wie Miltons Satan die von Gott geschaffene schöne Welt beneidet, wird als Triebfeder für Claggarts Handeln der Neid auf Billys Schönheit und Unschuld angegeben (envy aus lat. invidia, eine der sieben Todsünden). Von Billy niedergestreckt, liegt er wie eine Schlange am Boden. Andererseits deutet der Erzähler (vor allem in Kapitel 10) an, dass Claggart durch Billys Aussehen sexuell erregt, er also zugleich auch ein Opfer des ahnungslosen Billy Budd sein könnte.

- Kapitän Vere ist widersprüchlich gezeichnet, während bei Claggart und Billy Budd ein bewusster Schwarzweißkontrast vorherrscht. Der Name weckt Assoziationen an lateinisch verus = wahr, vir = Mann und englisch to revere = verehren, aber vielleicht auch to veer = sich drehen, wenden. Er ist Junggeselle, entstammt dem Adel, ist ein hochgebildeter Humanist und eifriger Leser Montaignes – nicht unbedingt der Bibel. Zugleich ist er Träumer (Starry Vere) und Einzelgänger, aber auch untrüglicher Menschenkenner (er durchschaut Billy Budd und Claggart auf Anhieb). Für Billy ist er eine Vaterfigur; seine Haltung wird mit der von Abraham zu Isaak und Gott Vater assoziiert. Doch sein Verhalten nach Claggarts Tod wirft Fragen auf, die zu ganz unterschiedlichen Deutungen des Romans führen. Vere gehört zum Typus des problematischen Schiffsführers, der Melville schon immer beschäftigt hatte (z. B. in Benito Cereno, Moby-Dick, Weißjacke oder Die Welt auf einem Kriegsschiff[8] und in Redburn).

In seinem einschlägigen Buch Melville: His World and Work (2005) betont A. Delbanco, dass Vere entsprechend dem Gesetz über Meuterei und angesichts zweier Meutereien kurz vorher Billy im Interesse einer Erfolg versprechenden Kriegsführung gegen die Revolution verurteilen musste, so wie Vere es vor dem Kriegsgericht ausführt.
Dagegen gibt es Widerspruch, von Melville selbst formuliert. Im Roman vertritt der Arzt die Ansicht, eine Verurteilung an Ort und Stelle entspreche nicht dem Meutereigesetz, und ein prominentes Mitglied des Militärgerichts, der Hauptmann der Marineinfanteristen, hat Vorbehalte gegenüber der Verurteilung und den Argumenten Veres. Die modernen Kritiker weisen auf Schwächen im Charakter Veres hin: Er sei zu sehr Buchgelehrter und ohne Kontakt zur Mannschaft. Verängstigt durch frühere Meutereien, versage er im Augenblick der Krise. Er hätte Billy begnadigen können, denn an Bord ist er der oberste Richter.  Der Erzähler vermeidet jegliche direkte Stellungnahme. Aber zu Beginn des Romans stellt er Nelson als das Ideal eines Kapitäns dar und hebt besonders hervor, wie der junge Nelson als Kapitän zu einer zur Meuterei aufgewiegelten Mannschaft abkommandiert wurde und durch sein Charisma die Meuterei abwendete. Das könnte auch eine indirekte Kritik an Kapitän Vere sein. Das überstürzte Vorgehen Veres wirkt zudem auf den Leser befremdlich, vor allem auch die Tatsache, dass den Matrosen die Machenschaften Claggarts und die näheren Umstände bei seinem Tod verschwiegen werden.
Manche Kritiker glaubten auch zu erkennen, dass die homoerotische Aura, die Billy Budd unbewusst ausstrahlt, auf den Kapitän einwirkt und seine Entscheidungen mit beeinflusst. Diese Vermutung wird auch dadurch genährt, dass eine Schlüsselszene des Geschehens, das Gespräch des Kapitäns mit Billy Budd nach dem Tod Claggarts, vom Erzähler ausgespart wird.
Eine sonderbare Rolle spielt the Dansker, ein alter Däne, Gefährte Billys, der die verhängnisvollen Machenschaften durchschaut, aber sich aus allem heraushält und nur orakelhafte Andeutungen macht.

## Deutungsversuche
Die Deutungen des Romans gehen auseinander. Man hat in Billy Budd Adam vor dem Sündenfall oder eine Christusfigur, in Claggart den Satan und Kapitän Vere Gott Vater sehen und damit in dem Roman eine Hinwendung des späten Melville zum Christentum erkennen wollen. Dementsprechend betone Melville die unbedingte Notwendigkeit von Ordnung und Disziplin, verkörpert durch Kapitän Vere, in einer Zeit, in der die zerstörerischen Kräfte der Revolution bekämpft werden mussten. Dabei wird der allegorische Charakter der Personen ebenso betont wie die pessimistische Weltsicht des späten Melville und eine Hinwendung zu einer konservativeren Haltung.
Der Pessimismus Melvilles kann auch dahingehend verstanden werden, dass die Welt durch den Sündenfall – und das heißt für Melville die Zerstörung der natürlichen Ordnung und Harmonie – in einem fortschreitenden zivilisatorischen Prozess zutiefst entartet ist und nur durch rigorose Ordnung in einer starren Hierarchie, unnatürliche Konventionen und militärische Disziplin zusammengehalten wird. Das Kriegsschiff Bellipotent, auf das Billy Budd von dem Schiff Menschenrechte zwangsrekrutiert wurde, ist ein Symbol für den zerstörerischen Drang der Menschheit. In einer solchen von bösen Leidenschaften und Krieg beherrschten Welt kann Billy Budd auf einem Handelsschiff noch den Friedensengel spielen, aber auf dem Kriegsschiff ist er ein Störfaktor, ein Eindringling aus einer anderen, besseren Welt und wird dadurch zur Versuchung. Er kann – wie Moby Dick – in der Bedrängnis einen Angreifer spontan vernichten, aber er muss dann zwangsläufig ein Opfer dieser auf Gewalt und Verderbnis beruhenden Ordnung werden.
Als Billy seinen Verleumder niederstreckt, nimmt der Humanist Vere plötzlich zur Bibel Zuflucht und ruft aus: „Von einem Engel Gottes erschlagen. Aber der Engel muss hängen.“ Melville hat bei den verschiedenen Bearbeitungen des Romans den Kapitän Vere immer stärker in den Mittelpunkt gerückt, und vielleicht ist er die eigentlich tragische Figur des Romans, denn Vere sieht sich gezwungen (aus Angst vor der Revolte der Mannschaft), das Gericht zu manipulieren. Auf seinem Sterbebett, unter der besänftigenden Wirkung von Laudanum, gibt er zu verstehen, dass er wusste, dass dieser naive Stotterer ihm an Tugenden und Würde überlegen war. Der Hauptmann der Marineinfanteristen wusste es auch.
Der Schluss des Romans gehört den einfachen Matrosen. Sie fügen sich in die Ordnung, aber in der Legende von Billy Budd lebt in ihnen die Ahnung weiter, dass es etwas Besseres auf der Welt geben könnte.

## Bearbeitungen

### Film
1962 erschien unter Regie von Peter Ustinov der Film Die Verdammten der Meere, in dem er selbst als Kapitän DeVere an der Seite von Terence Stamp als Billy Budd und Robert Ryan als Claggart auftrat. Eine weitere, allerdings sehr freie Filmadaption wurde 1999 von Claire Denis als Der Fremdenlegionär („Beau travail“) gedreht.

### Oper
- Benjamin Britten (Musik), Edward Morgan Forster / Eric Crozier (Libretto): Billy Budd. Oper in 2 Akten mit Prolog und Epilog. Uraufführung: 1. Dezember 1951 London (Royal Opera House); Neufassung: 1961
- Giorgio Federico Ghedini (Musik), Salvatore Quasimodo (Libretto): Billy Budd. Bühnenoratorium in einem Akt. Uraufführung: 8. September 1949 Venedig (Teatro La Fenice)

### Theater
- Louis O. Coxe, Richard Chapman: Billy Budd. Based on a novel of Herman Melville (1949 verfasst, danach am Broadway aufgeführt). Heinemann Books, London 1981, ISBN 0-435-22151-5.

## Die deutsche Erstausgabe

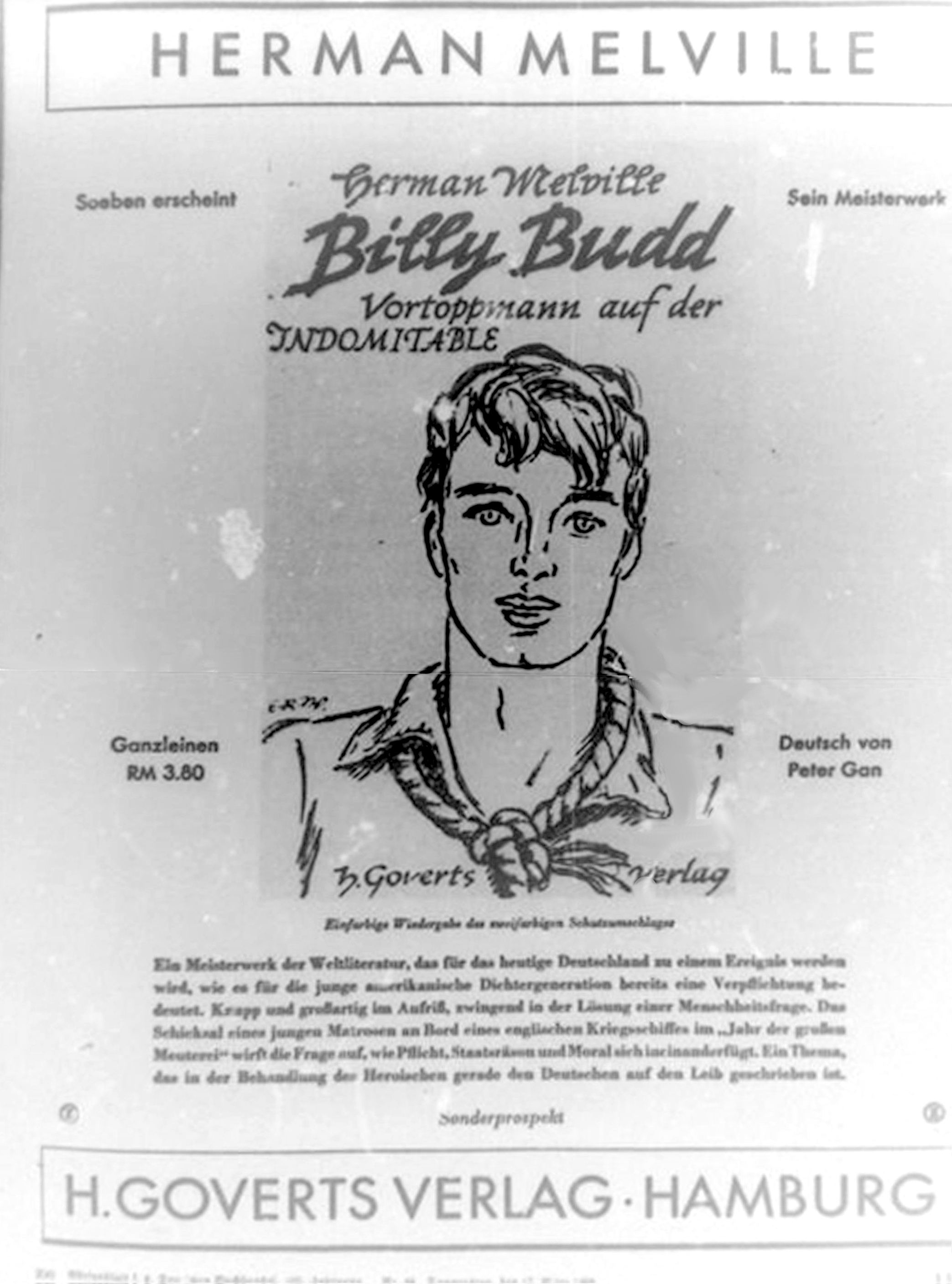
Billy Budd auf Deutsch Verlagsankündigung. Börsenblatt für den Deutschen Buchhandel 1938(105), Nr.64, S. 1443

Die deutsche Erstausgabe in der Übersetzung von Peter Gan (d. i. Richard Moering) „Billy Budd. Vortoppmann auf der Indomitable“ erschien 1938 mit Genehmigung des NS-Propagandaministeriums im Verlag H. Goverts in Hamburg und wurde im Börsenblatt für den deutschen Buchhandel 1938 (105. Jahrgang) Nr.64, S.1443 wie folgt angekündigt:
„Ein Meisterwerk der Weltliteratur, das für das heutige Deutschland zu einem Ereignis werden wird, wie es für die junge amerikanische Dichtergeneration bereits eine Verpflichtung bedeutet. Knapp und großartig im Aufriß, zwingend in der Lösung einer Menschheitsfrage. Das Schicksal eines jungen Matrosen an Bord eines englischen Kriegsschiffes im 'Jahr der großen Meuterei' wirft die Frage auf, wie Pflicht, Staatsräson und Moral sich ineinander fügt. Ein Thema, das in der Behandlung des Heroischen gerade den Deutschen auf den Leib geschrieben ist.“
Das Buch mit dem von Emil Rudolf Weiß gestalteten Umschlag-Titelbild verkaufte sich gut; die 3. Auflage (das 8. Tausend) erschien 1942, als nur noch kriegs- und staatspolitisch wichtige Titel erscheinen durften.
Der originale Text war vom Verlag für diese Erstausgabe um zahlreiche Abschnitte gekürzt worden, unter anderem solche, die Zweifel an der Lauterkeit und Integrität der Herrschaft des Kapitän Vere wecken könnten. Es fehlen folgende Passagen (vergl. die Ausgabe von Hayford und Sealts 1962, hier zitiert nach der zweisprachigen Ausgabe von Hella Leicht (1996)):
- The character marked by such qualities .....the city brought ?(S.28)
- In this particular Billy was a striking instance ....I too have a hand here.(S.30)
- And yet the cause necessarily ...... of Udolpho could devise.(S.76)
- Long ago, an honest scholar......tinctured with the biblical element.(S.78)
- As it was, innocence was his blinder.(S.110)
- Though in general not very demonstrative to his officers....before the Fall.(S.124)
- Some imaginative ground for invidious.....Peter the Barbarian.(S.144)
- When speak he did, something....grade than Starry Vere.(S.158)
- Says a writer whom few know, 'Forty ....man on the bridge.(S.168)
- And, as elsewhere said, a barbarian Billy ....beautiful English girls.(S.182)
- And this sailor way of taking clerical...the fingers do not close. (S.184)
- Bluntly put, a chaplain is... but brute force.(S.186)

Diese Passagen fehlen auch in sämtlichen Nachdrucken der Übersetzung von Peter Gan nach 1945. Enthalten sind diese Passagen in den Neuübersetzungen von Ilse Hecht (Leipzig 1956), von Hella Leicht (München 1996), und von Michael Walter und Daniel Göske (München 2009).
Eine besondere staatspolitische Betrachtung zu den Meutereien in der englischen Flotte 1797, die unter den Handschriften im Nachlass des Autors gefunden wurde, wollte Melville dem Roman nicht zufügen, denn die Personen und ihre Handlungen sind nicht politisch motiviert. Meuterer auf Schiffen richten sich immer gegen den Schiffsführer persönlich, nicht gegen Regierungen und dergleichen.
Diese eigentlich nicht zum Text gehörende Betrachtung, die eine irreführende politische Interpretation des Romans nahelegen könnte, hat Herausgeber Raymond Weaver jedoch nach eigenem Ermessen als Vorwort postum hinzugefügt; sie wurde in die deutsche Erstausgabe übernommen. Die Neuübersetzungen von 1996 und 2009, die auf der von Hayford und Sealts besorgten Ausgabe beruhen, enthalten den originalen Romantext ohne diesen unautorisierten Abschnitt.

## Ausgaben
- Billy Budd, Sailor (An Inside Narrative). Ediert und annotiert von Harrison Hayford und Merton M. Sealts, Jr. University of Chicago Press, Chicago 1962, ISBN 0-226-32132-0.
- Billy Budd, Sailor. Oxford University Press, Oxford und New York 1998, ISBN 0-19-283903-9.
- Billy Budd, Sailor and Other Uncompleted Writings. In: Harrison Hayford, Alma A.MacDougall, Robert A.Sandberg, G.Thomas Tanselle (Hrsg.): The Writings of Herman Melville. The Northwestern-Newberry Edition. Band 13. Northwestern University Press and Newberry Library, Evanston and Chicago 2017, ISBN 978-0-8101-1113-4 (englisch).

Es liegen mehrere Übersetzungen ins Deutsche vor:
- Billy Budd. Deutsch von Peter Gan (d. i. Richard Möring). Deutsche Erstausgabe, Goverts, Hamburg 1938. Neuausgaben u. a: Fischer Bücherei Hamburg 1952; Reclam, Stuttgart 1963, ISBN 978-3-15-007707-8; Diogenes, Zürich 1981, ISBN 3-257-20787-5; und Edition Maritim, Hamburg 2002, ISBN 3-89225-464-8.
- Vortoppmann Billy Budd. Deutsch von Ilse Hecht. In: Herman Melville: Vortoppmann Billy Budd und andere Erzählungen. Dieterich, Leipzig 1956.
- Vortoppmann Billy Budd. Deutsch von Richard Mummendey. In: Herman Melville: Redburn, Israel Potter und sämtliche Erzählungen. Winkler, München 1967.
- Billy Budd, Seemann. Innenansichten einer Geschichte. Billy Budd, Sailor. An Inside Narrative.  Deutsch von Hella Leicht. Reihe dtv zweisprachig. Deutscher Taschenbuchverlag München, 1996. ISBN 3-423-09344-7
- Billy Budd, Matrose. Deutsch von Michael Walter und Daniel Göske. In: Herman Melville: Billy Budd – Die Großen Erzählungen. Hanser, München 2009, ISBN 978-3-446-23290-7

## Sekundärliteratur
- Robert Milder (Hrsg.): Critical Essays on Melville's Billy Budd, Sailor. G. K. Hall, Boston 1989, ISBN 978-0-8161-8889-5.
- Hershel Parker: Reading Billy Budd. Northwestern University Press, Evanston IL 1991, ISBN 978-0-8101-0962-9.
  - deutsche Ausgabe: Billy Budd lesen & verstehen. Düsseldorf University Press, Düsseldorf 2010, ISBN 978-3-940671-60-8.
- William T. Stafford (Hrsg.): Melville's Billy Budd and the Critics. Wadsworth, Belmont CA 1961.
- Howard P. Vincent (Hrsg.): Twentieth-century Interpretations of Billy Budd: A Collection of Critical Essays. Prentice-Hall, Englewood Cliffs NJ 1971.
- Russell Weaver: The Moral World of Billy Budd. Peter Lang, New York und Bern 2014, ISBN 978-1-4331-2353-5.
- Donald Yannella (Hrsg.): New Essays on Billy Budd. Cambridge University Press, Cambridge 2002, ISBN 978-0-511-03939-3.
- Anne-Margret Wallrath-Janssen. Der Verlag H. Goverts im Dritten Reich. Dissertation Universität Göttingen 1999. Saur, München 2007, ISBN 978-3-598-24904-4 Google Books.
- Daniel J. Solove: Melville's Melville's Billy Budd and Security in Times of Crisis. In: Cardozo Law Reviews. 2005, S. 2443–2470, abgerufen am 23. Oktober 2024 (englisch).